# Smerinthus saliceti
Smerinthus saliceti is een vlinder uit de familie van de pijlstaarten (Sphingidae). De wetenschappelijke naam van de soort werd in 1875 gepubliceerd door Jean Baptiste Boisduval.

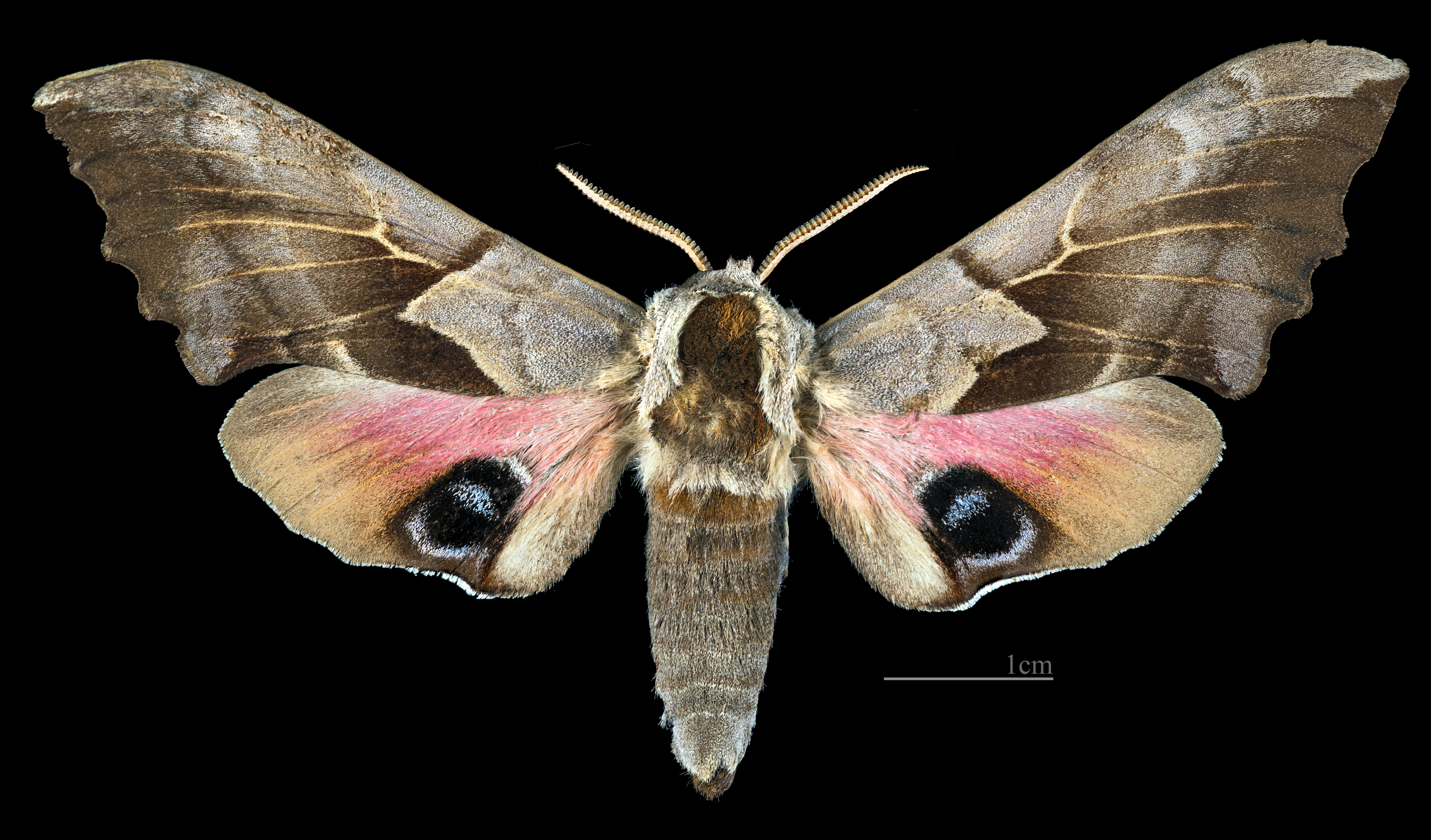
♂
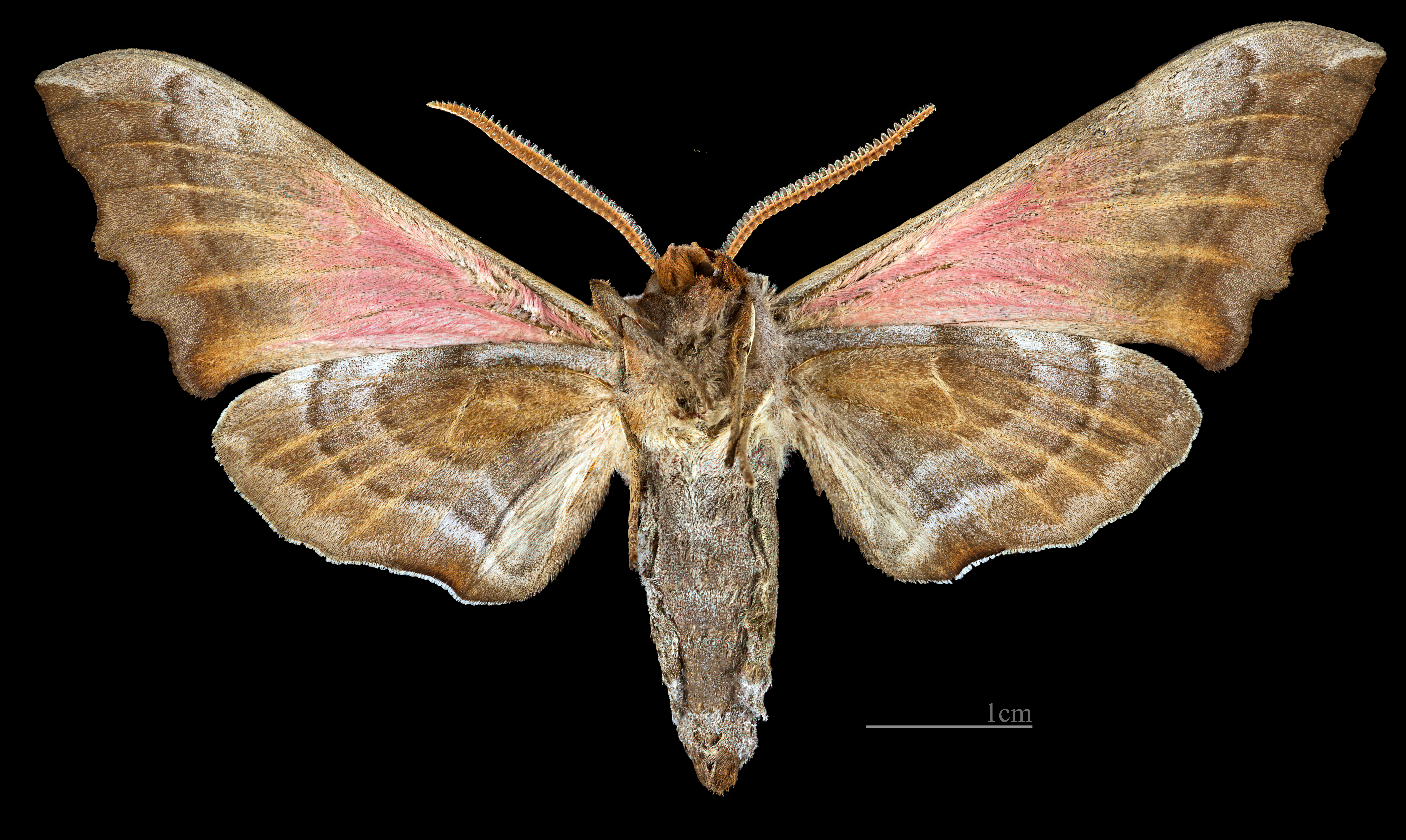
♂ △
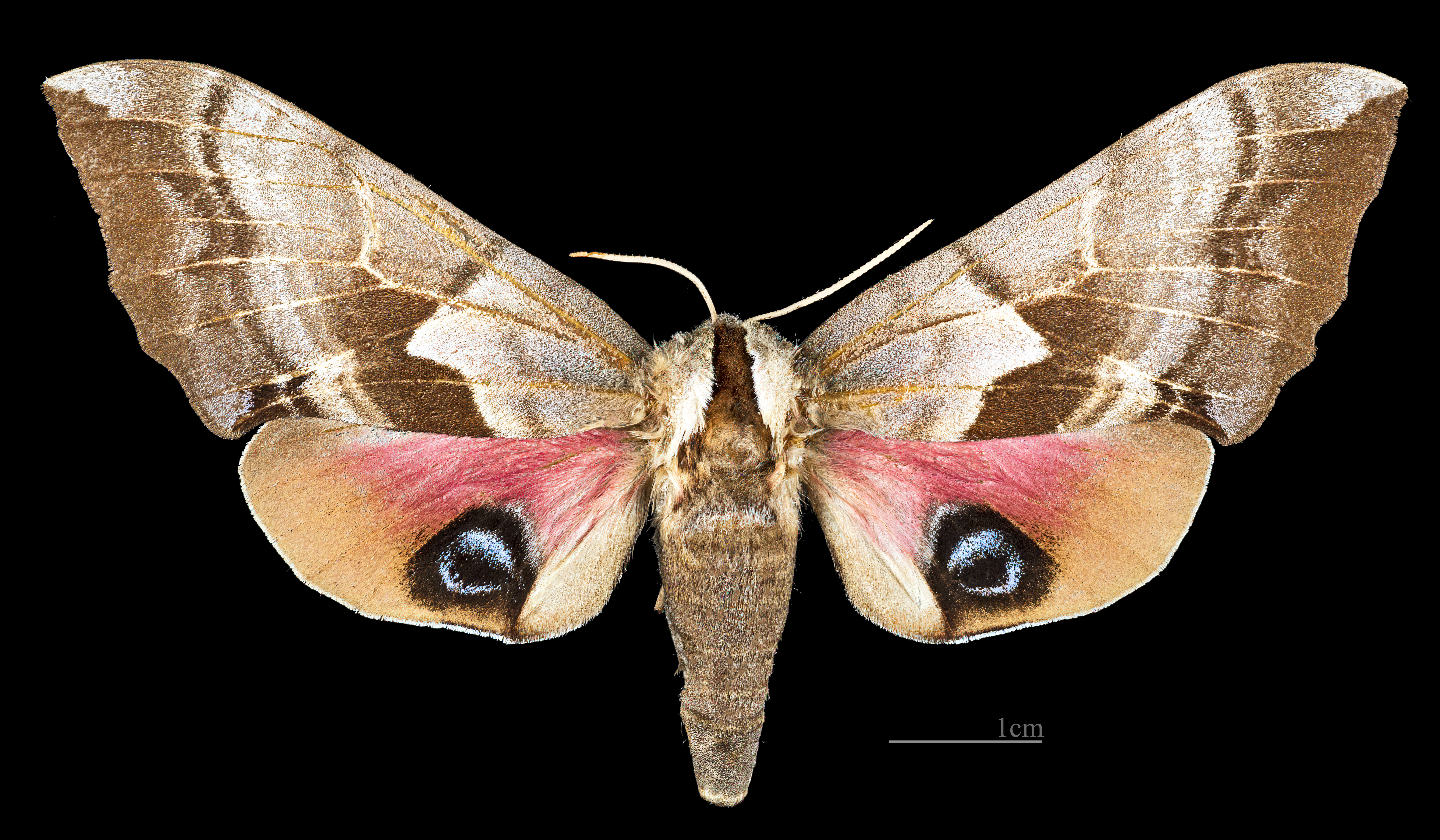
♀
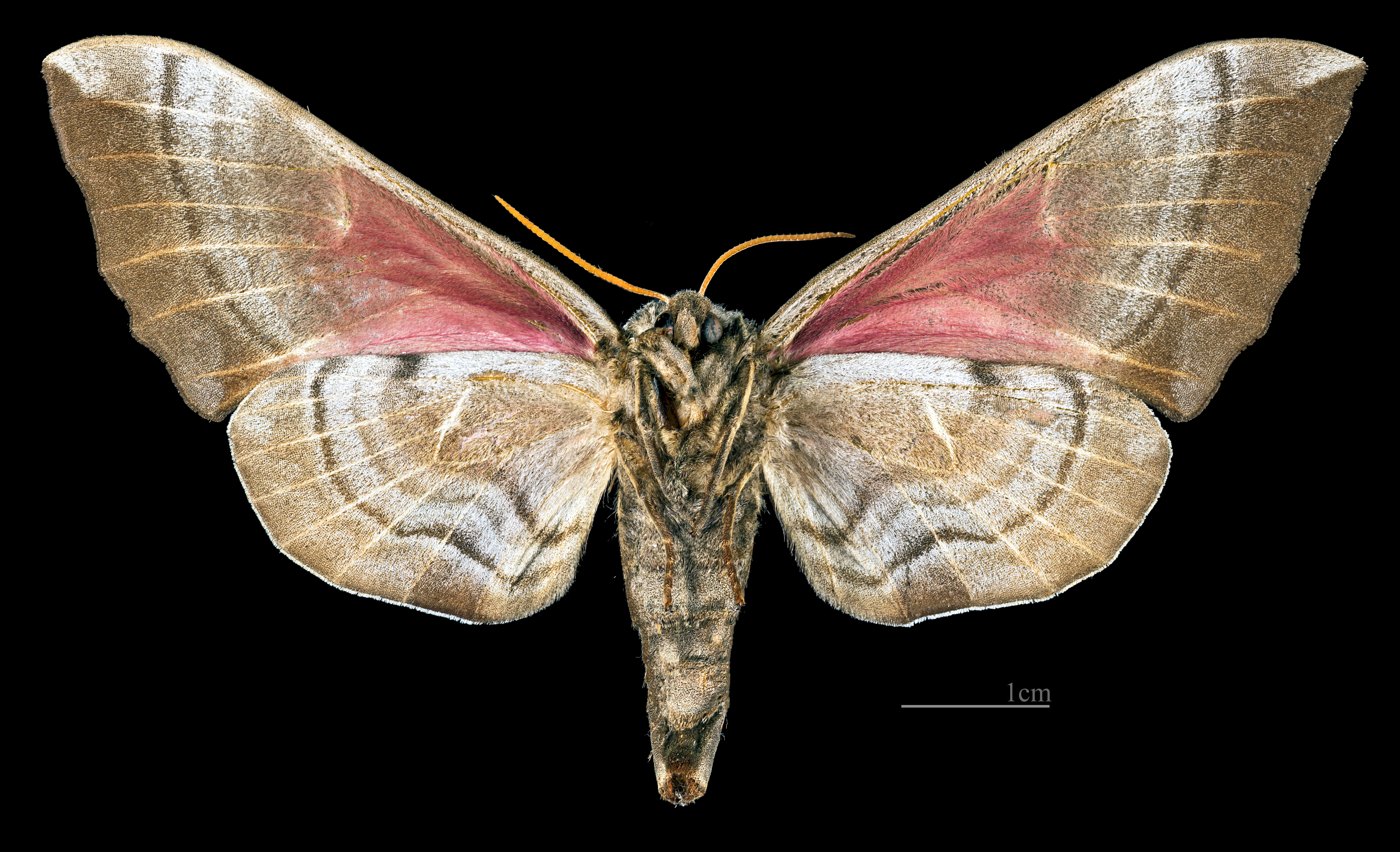
♀ △